# جوديث روسنر
جوديث روسنر (بالإنجليزية: Judith Rossner) (31 مارس 1935، مانهاتن في الولايات المتحدة - 9 أغسطس 2005 في الولايات المتحدة)؛ كاتِبة وروائية أمريكية.

## روابط خارجية
- جوديث روسنر على موقع IMDb (الإنجليزية)
- جوديث روسنر على موقع إن إن دي بي (الإنجليزية)
- جوديث روسنر على موقع قاعدة بيانات الفيلم (الإنجليزية)